# Gressittella bella
Gressittella bella är en insektsart som beskrevs av Evans 1972. Gressittella bella ingår i släktet Gressittella och familjen dvärgstritar. Inga underarter finns listade i Catalogue of Life.